# 应城东站
应城东站，位于中华人民共和国湖北省孝感市应城市四里棚街道下幸村，是长荆铁路上的一座火车站，建于2004年，由武汉局汉西车务段管辖。现为三等站，办理整车货物发到、20英尺、40英尺通用标准箱、35T敞顶集装箱发到、批量快运货物的到发业务，不办理零担、危险货物发到及混装快运货物发送业务。